# Ctenus ramosus
Ctenus ramosus este o specie de păianjeni din genul Ctenus, familia Ctenidae, descrisă de Thorell, 1887.
Este endemică în Myanmar. Conform Catalogue of Life specia Ctenus ramosus nu are subspecii cunoscute.